# Prémery
Prémery est una localidad y comuna de Francia, situada en el departamento de Nièvre y en la región de Borgoña, a 240 km al sur de París.

## Historia
Durante las jornadas del 25 de junio al 27 de junio de 1944, las tropas alemanas de la Escuela de Pioneros de Cosne-sur-Loire, con sede en el cuartes del 85 regimiento de infantería de línea de dedicaron a distintas operaciones en Thauvenay y en Prémery, con ayuda de camiones requisados en la jornada del 24 de junio y cuyos conductores habían sido internados en el cuartel.
El martes 27 de junio, a las 3 de la mañana, los alemanes emprendieron una expedición contra el mquis, en los bosques al norte de Prémery. Esta operación contaba con 15 camiones al salir de Cosne. Otros cinco, salidos de Nevers, se unieron a ellos en la zona. En dos de éstos había dos cañones anticarro. De Cosne habían salido también cinco tanques, uno de ellos un T-34 de origen ruso y cuatro tanquets Renault. Los efectivos eran de 350 a 400 hombres. La operación no dio resultado alguno. A sa terminación la tropa se volvió a encontrar en el pueblo de Vielmanay con un grupo de una docena de civiles armados de metralletas y los bolsillos repletos de cartuchos y panfletos. Los habitantes de la zona reconocieron en ellos a unos hombres que les habían despertado en medio de la noche haciéndose pasar por patriotas. Los panfletos hablaban de la " Nièvre liberada ". El objetivo de estos falsos patriotas parecía ser el descubrir el emplazamiento de los grupos de la Resistencia y hacer que la población se manifestase en favor de éstos, con intención de buscar razón para represalias. La prudencia de los habitantes del pueblo desbarató estas maniobras. La operación terminó a las 16 horas. Los cinco tanques quedaron averidados por falta de carburante. Un intento para remolcarlos resultó vano y se pidieron tractores pesados a Nevers.

## Administración
Liste de Alcaldes sucesivos
- (2001-) Gilbert Germain

## Demografía
| 2 815 | 3 056 | 2 787 | 2 603 | 2 377 | 2 201 |
| Para los censos de 1962 a 1999 la población legal corresponde a la población sin duplicidades (Fuente: INSEE [Consultar]) |       |       |       |       |       |